# 毛毅军
毛毅军（1970年12月28日—），上海人，是已退役的中国职业足球运动员，现任上海绿地申花领队。
毛毅军曾经入选中国国家队参加了1997年亚洲十强赛，他的职业生涯只效力于上海申花一家俱乐部，2002年退役后，继续留队担任教练职务。球场上毛毅军担任后卫，球风稳健，而且为人比较低调，即使后期成为申花绝对“元老”队员时也乐于默默无闻的为俱乐部出力。
2021年8月7日，因主教练崔康熙辞职，上海申花领队毛毅军暂时代理主教练一职。